# Julianne Nicholson
Julianne Nicholson (Medford, Massachusetts; 1 de julio de 1971) es una actriz de cine, teatro y televisión y modelo estadounidense. Ganadora de un Premio Primetime Emmy por su papel de Lori Ross en la miniserie de HBO,  Mare of Easttown (2021), es también reconocida por realizar una gran cantidad de papeles de reparto a lo largo de su carrera, participando en series y películas como Tully (2000), Ally McBeal (2001–2002), Kinsey (2004), Conviction (2006), Boardwalk Empire (2011–2013), Masters of Sex (2013–2014), I, Tonya (2017), Togo (2019), The Outsider (2020), Blonde (2022), o The Amateur (2025).

## Biografía
Nicholson nació y se crio en Medford, Massachusetts (en las afueras de Boston), hija de Kate (de soltera Gilday) y James O. Nicholson Jr. Es la mayor de cuatro hermanos. Después de graduarse en el colegio católico Arlington Catholic High School, trabajó como modelo en Nueva York durante seis meses. Tras retirarse un año, continuó sus estudios de modelo en París durante otros seis meses. Al volver a Nueva York, estuvo en el Hunter College cursando estudios generales durante dos años. Durante esta estancia en Nueva York trabajó de camarera y abandonó sus estudios por los de interpretación, comenzando así su carrera profesional.
Antes de llegar a ER y Law & Order como estrella invitada, filmó varias películas entre las que se cuentan: Tully and Passion of Mind, Harvest, Long Time Since y Curtain Call.

## Vida personal
En 2004, se casó con el actor británico Jonathan Cake en Italia; se conocieron interpretando a una pareja en un piloto de HBO no emitido llamado Marriage. Tienen dos hijos, Ignatius Cake y Phoebe Margaret Cake.

## Teatro
Nicholson ha estado en varias obras de teatro en Nueva York. Su trabajo en teatro incluye las siguientes representaciones neoyorquinas:
| Título                        | Papel                | Director     | Teatro                          |
| Stranger                      | Craig Lucas          | Mark Brokaw  | The Vineyard Theater            |
| Parlor Song                   | Jez Buttersworth     | Neil Pepe    | The Atlantic                    |
| This                          | Melissa James Gibson | Daniel Aukin | Playwrights Horizons            |
| Parents Evening               | Bathsheba Doran      | Jim Simpson  | The Flea Theater                |
| The Hallway Trilogy: Rose     | Adam Rapp            | Adam Rapp    | Rattlestick Playwrights Theater |
| The Hallway Trilogy: Paraffin | Adam Rapp            | Daniel Aukin | Rattlestick Playwrights Theater |

## Filmografía

### Cine
| Año  | Título                            | Personaje          | Observaciones |
| ---- | --------------------------------- | ------------------ | --- |
| 1998 | Harvest                           | Lou Yates          | |
| 1998 | Long Time Since                   | Phoebe             | |
| 1998 | One True Thing                    | Universitaria      | |
| 1998 | It All Came True                  | Sandra Hewson      | |
| 1999 | The Love Letter                   | Jennifer McNeely   | |
| 2000 | Hero                              | Joven alemana      | cortometraje |
| 2000 | Passion of Mind                   | Kim                | |
| 2000 | Godass                            | Nancy              | |
| 2000 | Tully                             | Ella Smalley       | Nominada – Independent Spirit Award a la mejor actriz de reparto |
| 2001 | Dead Dog                          | Charity            | |
| 2002 | Speakeasy                         | Rebecca            | |
| 2002 | Strike a Light                    | Girl               | |
| 2002 | I'm with Lucy                     | Jo                 | |
| 2004 | Seeing Other People               | Alice              | Ganadora – US Comedy Arts Festival Award for Best Actress |
| 2004 | Little Black Book                 | Joyce Moore        | |
| 2004 | Kinsey                            | Alice Martin       | |
| 2005 | Seagull                           | Julianne           | |
| 2005 | Her Name Is Carla                 | Carla              | |
| 2006 | Flannel Pajamas                   | Nicole Reilly      | |
| 2006 | Puccini for Beginners             | Samantha           | |
| 2006 | Two Weeks                         | Emily Bergman      | |
| 2009 | Brief Interviews with Hideous Men | Sara Quinn         | |
| 2009 | Staten Island                     | Mary Halverson     | |
| 2010 | Shadows and Lies                  | Ann                | |
| 2012 | Keep the Lights On                | Claire             | |
| 2013 | August: Osage County              | Ivy Weston         | Hollywood Film Festival for Ensemble of the Year Nominada – Broadcast Film Critics Association Award for Best Cast Nominada – Phoenix Film Critics Society Award for Best Cast Nominada – Premio del Sindicato de Actores al mejor reparto Nominada – Washington D. C. Area Film Critics Association Award for Best Acting Ensemble |
| 2015 | Black Mass                        | Marianne Connolly  | |
| 2015 | Ten Thousand Saints               | Harriet Horn       | |
| 2016 | Sophie and the Rising Sun         | Sophie Willis      | |
| 2016 | From Nowhere                      | Jackie             | |
| 2017 | Novitiate                         | Nora Harris        | |
| 2017 | I, Tonya                          | Diane Rawlinson    | |
| 2017 | Who We Are Now                    | Beth               | |
| 2019 | Monos                             | Dr. Sara Watson    | Nominada - Premio Macondo a Mejor Actriz |
| 2019 | Togo                              | Constance Seppala  | |
| 2019 | Iniciales S.G                     | Jane               | |
| 2021 | With/In: Volume 2                 |                    | Escena: "Touching"; también directora |
| 2022 | Blonde                            | Gladys Pearl Baker | |
| 2023 | Dream Scenario                    | Janet Matthews     | |
| 2024 | The Amateur                       | Samantha O'Brien   | |

### Televisión
| Año           | Título                       | Papel                      | Notas                                                                                    |
| ------------- | ---------------------------- | -------------------------- | ---------------------------------------------------------------------------------------- |
| 1997          | Nothing Sacred               | Cara                       | Episodio: "Parents and Children"                                                         |
| 1998          | Dellaventura                 | Carol Dakin                | Episodio: "David & Goliath"                                                              |
| 1998          | New York Undercover          | Daisy                      | Episodio: "Sign o' the Times"                                                            |
| 1999          | Storm of the Century         | Kat Withers                | Miniserie                                                                                |
| 2000          | The Others                   | Marian Kitt                | Papel protagonista (13 episodios)                                                        |
| 2001          | Law & Order                  | Jessie Lucas               | Episodio: "All My Children"                                                              |
| 2001–2002     | Ally McBeal                  | Jenny Shaw                 | Papel protagonista (13 episodios)                                                        |
| 2002          | Presidio Med                 | Dr. Jules Keating          | Papel protagonista                                                                       |
| 2004          | ER                           | Jordan                     | Episodios: "Just a Touch", "Abby Normal"                                                 |
| 2006          | The Water Is Wide            | Barbara                    | Película para televisión                                                                 |
| 2006          | Conviction                   | Christina Finn             | Papel protagonista (13 episodios)                                                        |
| 2006–2009     | Law & Order: Criminal Intent | Det. Megan Wheeler         | Papel protagonista (Temporadas 6–8)                                                      |
| 2011          | Royal Pains                  | Jess Walsh                 | Episodio: "Fight or Flight"                                                              |
| 2011–2013     | Boardwalk Empire             | Esther Randolph            | Papel recurrente (11 episodios)                                                          |
| 2012          | The Good Wife                | Callie Simko               | Episodios: "Pants on Fire", "The Penalty Box"                                            |
| 2012          | Covert Affairs               | Anna Lise Pound            | Episodio: "The Last Thing You Should Do"                                                 |
| 2013–2014     | Masters of Sex               | Dr. Lillian DePaul         | Papel recurrente (12 episodios)                                                          |
| 2014–2015     | The Red Road                 | Jean Jensen                | 12 episodios                                                                             |
| 2016          | Eyewitness                   | Sheriff Helen Torrance     | Papel protagonista (10 episodios)                                                        |
| 2017          | Law & Order True Crime       | Jill Lansing               | Papel protagonista                                                                       |
| 2020          | The Outsider                 | Glory Maitland             | Miniserie                                                                                |
| 2020          | Robot Chicken                | (voz)                      | Episodio: "Ghandi Mulholland in: Plastic Doesn't Get Cancer"                             |
| 2021          | Mare of Easttown             | Lori Ross                  | Miniserie Ganadora – Primetime Emmy a la mejor actriz de reparto - Miniserie o telefilme |
| 2022          | Lakers: Tiempo de ganar      | Cranny McKinney            | 6 episodios                                                                              |
| 2025-presente | Paradise                     | Samantha 'Sinatra' Redmond | 8 episodios                                                                              |
| 2025          | Hacks                        | Dance Mom                  | Episodio: "Clickable Face"                                                               |

## Reconocimientos
Premios Primetime Emmy
| Año  | Categoría                                       | Película         | Resultado |
| ---- | ----------------------------------------------- | ---------------- | --------- |
| 2021 | Mejor actriz de reparto - Miniserie o telefilme | Mare of Easttown | Ganadora  |

Premios de la Crítica Televisiva
| Año  | Categoría                                     | Película         | Resultado |
| ---- | --------------------------------------------- | ---------------- | --------- |
| 2022 | Mejor actriz de reparto en película/miniserie | Mare of Easttown | Nominada  |